# Éditions Finitude
Pour les articles homonymes, voir Finitude.
Les éditions Finitude sont une maison d'édition française créée en 2002 par Emmanuelle et Thierry Boizet. Leur siège social est situé au Bouscat en Gironde ; la maison est exploitée par la société Finitude.

## Historique
Les éditions Finitude ont été fondées au Bouscat par deux libraires girondins, Emmanuelle et Thierry Boizet, spécialisés dans les livres anciens qu'ils vendaient depuis 1994 dans le quartier Saint-Pierre à Bordeaux. Avec la volonté de rééditer des écrivains parfois tombés dans un certain oubli (et de former un catalogue dans l'esprit des éditions du Sagittaire ou des éditions José Corti), ils démarrent leur fonds avec des œuvres de Georges Perros, Eugène Dabit, Marc Bernard, Raymond Guérin, Jean-Pierre Enard, Jean Forton – dont la veuve apportera Pour passer le temps, un manuscrit inédit à Thierry Boizet déclenchant en 2002 la fondation de la maison d'édition,, –, Marc Papillon de Lasphrise, ou Jean-Pierre Martinet. 
En littérature étrangère, ils publient en quinze volumes l'intégralité des 7 000 pages du Journal d'Henry David Thoreau, des textes de Benjamin Franklin, ou la correspondance d'une des figures de la « Beat Generation », Neal Cassady.
Publiant également de jeunes auteurs, la maison d'éditions fait découvrir Oscar Coop-Phane – qui avec son roman Zénith-Hôtel obtient le prix de Flore en 2012 –, Pierre Cendors – lauréat du prix Alain-Fournier 2011 pour Engeland –, Emmanuelle Pol, Victor Pouchet, Claire Wolniewicz ou Olivier Bourdeaut, dont le premier ouvrage En attendant Bojangles devient – avec plus de 50 000 exemplaires vendus en deux mois et des traductions dans dix pays – un succès d'édition inattendu début 2016,,. Quelques semaines plus tard, il est lauréat 2016 du Roman des étudiants France Culture-Télérama, du Grand prix RTL-Lire et du prix Roman France Télévisions.
Depuis 2010, Finitude publie une revue intitulée Capharnaüm,. En 2012, le catalogue des éditions contient plus de cent titres tous publiés sur un papier de luxe « centaure ivoire ». En 2013, les éditions Finitude s'associent avec Harmonia Mundi pour la diffusion de leurs titres.

## Quelques sélections et prix littéraires
- 2009 :
  - Sélection prix Décembre pour 21 irréductibles de Raphaël Sorin[17]
- 2011 :
  - Prix du roman noir du festival international du film policier de Beaune pour Lonely Betty de Joseph Incardona[18]
  - Prix de l'Humour noir Xavier-Forneret pour C’est tous les jours comme ça de Pierre Autin-Grenier
  - Prix Alain-Fournier pour Engeland de Pierre Cendors
- 2012 :
  - Prix Morlino[19] et prix Jean-Carrière pour La Gardienne du château de sable de Christian Estèbe[20]
  - Prix de Flore pour Zénith-Hôtel d'Oscar Coop-Phane
- 2015 :
  - Grand prix de littérature policière pour Derrière les panneaux il y a des hommes de Joseph Incardona[21]
- 2016 :
  - Prix France Culture-Télérama du roman des étudiants[13] ; grand prix RTL-Lire ; prix France Télévisions du roman ; prix Emmanuel-Roblès ; prix de l'académie littéraire de Bretagne et des Pays de la Loire pour En attendant Bojangles d'Olivier Bourdeaut
- 2019 : 
  - Prix Jules Rimet pour L'Appel de Fanny Wallendorf
  - Prix Talents Cultura pour Ceux que je suis d'Olivier Dorchamps
- 2022 : 
  - Prix Louis Guilloux pour Fuir l’Eden d‘Olivier Dorchamps
- 2023 : 
  - Prix du roman Cezam pour Fuir l’Eden d‘Olivier Dorchamps